# AS Police (Republik Kongo)
Der AS Police ist ein kongolesischer Fußballverein aus der Hauptstadt Brazzaville. Seine Heimspiele trägt der Verein im Nationalstadion der Republik Kongo, dem Stadion Alphonse Massemba-Débat, aus.
Der Verein, der aktuell in der zweiten Liga des Landes spielt, gewann 2002 und 2005 die Ligue 1. Auch den nationalen Pokal 2001 konnte er gewinnen. Seinen größten internationalen Erfolg feierte er 2002, dort erreichte er das Halbfinale im African Cup Winners’ Cup. Der Verein Asante Kotoko erwies sich jedoch als eine spielerisch bessere Mannschaft und zog ins Finale ein. 

## Statistik in den CAF-Wettbewerben
| Saison | Wettbewerb           | Runde         | Gegner               | Gesamt           | Hin     | Rück    |
| ------ | -------------------- | ------------- | -------------------- | ---------------- | ------- | ------- |
| 2002   | CAF Champions League | 1. Runde      | Dolphins FC          | 2:1              | 0:1 (A) | 2:0 (H) |
| 2002   | CAF Champions League | 2. Runde      | Fovu Club            | 0:0 (i. E.: 4:3) | 0:0 (H) | 0:0 (A) |
| 2002   | CAF Champions League | Viertelfinale | Al-Mourada SC        | 4:0              | 1:0 (A) | 3:0 (H) |
| 2002   | CAF Champions League | Halbfinale    | Asante Kotoko        | 2:7              | 0:4 (A) | 2:3 (H) |
| 2003   | CAF Champions League | 1. Runde      | Stade Malien         | 2:2 (a)          | 0:1 (A) | 2:1 (H) |
| 2006   | CAF Champions League | Qualifikation | FC Saint Eloi Lupopo | 1:4              | 0:2 (A) | 1:2 (H) |

Legende: (a) – Auswärtstorregel, (i. E.) – im Elfmeterschießen, (n. V.) – nach Verlängerung